# Stazione di Madignano
La stazione di Madignano è una fermata a singolo binario situata sulla linea ferroviaria Treviglio-Cremona nel comune di Madignano. RFI la cataloga nella categoria bronze.

## Storia
All'atto della costruzione della linea ferrata fra Treviglio e Crema, fra i circa 50 comuni i cui territori sarebbero stati interessati dall'infrastruttura, solo quattro si opposero e assunsero un atteggiamento ostico, tra cui Madignano, che aveva appena patito oneri pesanti per la costruzione di un oratorio (già abbandonato nel 1856) e della strada per Castelleone.
La ferrovia venne inaugurata nel 1863; nel territorio di Madignano non fu costruita nessuna stazione, ma venne solamente attivato il casello n. 39, in corrispondenza del passaggio a livello della strada che congiunge Madignano con Izano.
L'idea di una fermata ferroviaria nacque solo più di un secolo dopo, nel 1993, su proposta dell'amministrazione comunale, che diede avvio agli studi di fattibilità e all'iter burocratico.
Il dialogo con le Ferrovie dello Stato fu problematico e conflittuale, ricevendo risposte controverse. Tra aperture ed incognite, alla fine del 1995 le Ferrovie concedettero il permesso definitivo, quindi i lavori di costruzione poterono essere iniziati e vennero conclusi in meno di un anno.
L'inaugurazione ufficiale avvenne il 15 settembre 1996 alla presenza delle massime autorità comunali e provinciali e con l'impiego di un treno storico formato da una locomotiva a vapore Gruppo 740 con tender e tre vetture d'epoca.

## Ubicazione
Rispetto all'abitato la fermata è posta oltre la linea ferroviaria, che per un breve tratto corre parallela alla SP ex SS 415 Paullese, in prossimità del sottopasso stradale e ferroviario di via Mulino, inaugurato nella primavera del 1992; la fermata affianca l'ex casello n. 39, che un tempo serviva la strada Madignano-Izano.

## Strutture ferroviarie
I servizi della fermata sono i minimi indispensabili: un unico binario di corsa, un marciapiede, due pensiline per l'attesa, una obliteratrice ed un monitor che indica i treni in arrivo. Non è possibile acquistare in loco i biglietti ferroviari, che possono essere acquistati online, presso la tabaccheria di piazza Portici o, negli orari di chiusura dell'esercizio, direttamente a bordo treno senza sovrapprezzo richiedendolo all'atto della salita al capotreno. Durante gli orari di apertura della tabaccheria è sempre possibile acquistare il biglietto a bordo avvisando il capotreno all'atto della salita, ma in questo caso si dovrà pagare un sovrapprezzo di 5 euro.

## Servizi
La stazione dispone di:
- Parcheggio per autovetture
- Parcheggio per biciclette
- Annuncio sonoro arrivo treni
- Sottopassaggio
- Stazione video sorvegliata